# Jeff Trachta
Jeffrey Trachta (ur. 6 października 1960 w Staten Island w stanie Nowy Jork) – amerykański aktor teatralny, filmowy i telewizyjny, wokalista.

## Życiorys

### Wczesne lata
Jest z pochodzenia w 99% Słowakiem, w jednym procencie Włochem. Jego rodzice przyjechali do Stanów Zjednoczonych z Czechosłowacji. Ojciec przez 25 lat pracował jako sprzedawca w sklepie elektrycznym. Ma siostrę Nancy i brata Johna.
Marzył, by zostać w przyszłości policjantem albo strażakiem. W dzieciństwie często przesiadywał ze swoimi psami w domu i modlił się. W 1977 roku podjął naukę w trzyletnim seminarium Cathedral (R.C.) High School w Nowym Jorku. Gdy w 1980 nagle w wieku pięćdziesięciu lat zmarł jego ojciec na raka, kontynuował naukę na St. Johns University na wydziale psychologii i sztuki teatralnej. Podjął pracę jako terapeuta niewidomych. Przez osiem miesięcy uczęszczał na American Academy of Dramatic Arts w Pasadenie.

### Kariera
W 1981 roku grał rolę Danny’ego Zuko w musicalu Grease (od 2 stycznia do 4 kwietnia 1996 grał tę postać na scenie Broadwayu). Wystąpił także w takich spektaklach jak Kabaret, Equus, Media Messiah i Bleacher Bums. Potem trafił na szklany ekran pojawiając się w dwóch operach mydlanych ABC – Loving (1983-84) w roli szantażysty, dilera narkotyków i mordercy Huntera Beldena i Tylko jedno życie (One Life To Live) jako maniak seksualny Boyce McDonald. Podczas Świąt Bożego Narodzenia był Św. Mikołajem w „Macys” przy Harold Square w Nowym Jorku.
Po ośmiu miesiącach bezrobocia, w lipcu 1989 roku zjawił się w studiu CBS, by wziąć udział w castingu do roli Jacka Abbotta w operze mydlanej Żar młodości (The Young & The Restless), którą w rezultacie zdobył Peter Bergman. Jednak został dostrzeżony przez producenta Williama Bella, gdy aktor Clayton Norcross zażądał podwyżki za rolę Thorne’a Forrestera w operze mydlanej CBS Moda na sukces (The Bold and the Beautiful). Tak oto w sierpniu 1989 roku dołączył do obsady i występował do listopada 1996 roku, gdy zastąpił go Winsor Harmon.
W 1992 roku wraz z aktorką Bobbie Eakes (odtwórczyni roli Macy Alexander w serialu Moda na sukces) promował piosenki ze wspólnej płyty With Love from the Soaps i odbył serię koncertów po Europie.
W trakcie kariery scenicznej wystąpił między innymi w musicalach: Kopciuszek (1990; z Bobbie Eakes) jako książę Charming, Listy miłosne (Love Letters, 1991) jako Andy, Sklepik z horrorami (Little Shop of Horrors, 1991) jako dentysta, Józef i cudowny płaszcz snów w technikolorze (Joseph And The Amazing Technicolor Dreamcoat, 1998) jako biblijny Józef, Bye, Bye, Birdie (1999) jako Birdie, Upiór w operze (Phantom Of The Opera, 2000) jako upiór i Dziadek do orzechów (Nuncrackers, 2000) jako ojciec Wirgiliusz. W 2006 roku zachwycił publiczność i krytyków swoim show w kasynie Rio w Las Vegas.
Na dużym ekranie zagrał główne role w dramacie Zmiana Warty 4/Oczy nocy 4 (Night Eyes Four: Fatal Passion, 1996), thrillerze Jak śmiała sprawa (A Bold Affair, 1998) i dramacie kryminalnym Żona sąsiada (Thy Neighbor's Wife, 2000).

## Filmografia

### Filmy fabularne
- 1995: Rodzina Potwornickich (Here Come the Munsters, TV) jako Brent Jeckyll
- 1996: Zmiana Warty 4 (Night Eyes Four: Fatal Passion, TV) jako Steve Caldwell
- 1998: A Bold Affair jako Michael
- 2001: Żona sąsiada (Thy Neighbor's Wife) jako Scott Garrett

### Seriale TV
- 1986: Loving jako Hunter Beldon
- 1989-96: Moda na sukces (The Bold and the Beautiful) jako Thorne Forrester
- 2000: Strip Mall jako Gospodarz 'Talent Show'
- 2000: V.I.P. jako Bartholomew

## Dyskografia

### Albumy
- 1991: Soap Opera's greatest Love Themes, BMG Music, piosenka This Time Around w duecie z Bobbie Eakes.
- 1992: With Love From The Soaps: Part Of My Life.
- 1994: Bold & Beautiful Duets, Arcade. Duet z Bobbie Eakes: What's Forever For, Love To Love You (in the Morning), Celebrate Your Life With Me i Seperate Lives.
- 1994: Bold & Beautiful Christmas, Arcade. Wyk. Bobbie Eakes, John McCook, Darlene Conley, Schae Harrison i Ronn Moss. Piosenki: Love Is The Gift, Sleigh Ride, I'll Be Home For Christmas i Happy New Year.
- 1995: Duets II, Arcade. Duet z Bobbie Eakes. Piosenki: Reunited, Catch Me When I'm Falling, Once In A Lifetime Love i Without You.
- 1998: Glamour Greatest hits (Dania) – Jeff Trachta, Bobbie Eakes i John McCook.

### Single
- 1994: What's Forever For, Arcade. Duet z Bobbie Eakes: What's Forever For i I Will Always Be With You.
- 1994: Love To Love You (In The Morning), Arcade. Duet z Bobbie Eakes: Love to Love You (In The Morning) oryginalna wersja i remiks.
- 1995: Once In A Lifetime Love, Arcade. Duet z Bobbie Eakes: Once In A Lifetime Love i Tonight I Celebrate My Love.
- 1997: Perfect Harmony, Dino Music. Duet z Lindą de Mol: Young Girl.
- 1998: Say Goodbye, Dino Music. Piosenki: Say Goodbye i It's Just A Miracle.